# Château d'eau de Flensbourg-Mürwik
Le château d'eau de Flensbourg-Mürwik se dresse sur une colline dans le jardin public sur le côté est du fjord de Flensbourg dans le quartier de Mürwik. Le château d'eau est également accessible en été comme tour d'observation et offre une vue sur le fjord et la ville de Flensbourg jusqu'au Danemark. Le château d'eau est un symbole de la rive est de la ville et est protégé en tant que monument culturel dans le quartier de Fruerlund.

## Architecture
Le bâtiment de structure hyperboloïde de l'architecte Fritz Trautwein ne ressemble pas aux châteaux d'eau traditionnels et est surnommé le vase à fleurs par les Flensbourgeois en raison de sa forme.
Le bâtiment commence en bas avec un plan d'étage circulaire relativement petit, se resserre d'abord en haut, puis s'étend en forme d'entonnoir jusqu'à un diamètre de 24 mètres. Il y a une galerie panoramique à une hauteur de 26 m. Au-dessus de la galerie, le bâtiment de couleur turquoise s'effile à nouveau et se termine par un toit conique très plat. Une structure verticale est assurée par 18 colonnes en béton armé blanc qui dépassent vers l'extérieur. Ils ont la forme d'une section parabolique et portent toute la construction.
Au centre de la tour se trouve une cage d'ascenseur pour les visiteurs de la galerie d'observation. Comme alternative à l'ascenseur, un escalier mène vers le haut. Le réservoir d'eau commence sous la galerie et continue jusqu'au toit. Il a une capacité de 1 500 m3. Il s'agit d'un double conteneur en béton avec la forme de base d'un conteneur Intze. Les parties intérieure et extérieure du conteneur peuvent être remplies indépendamment l'une de l'autre, un avantage pour les travaux de réparation et d'entretien.

## Histoire
En raison de l'augmentation de la population après la Seconde Guerre mondiale, le côté est du fjord était fortement bâti. Comme la canalisation du ponceau passe sous le fjord, du côté ouest au côté est du fjord, l'alimentation en eau potable par l'ancien château d'eau de Flensbourg ne peut pas être assurée de manière permanente. La pression de l'eau du côté oriental est trop faible. De plus, le conteneur de l'ancien château d'eau est trop petit. Si les pompes tombent en panne, elles se vidant en seulement vingt minutes. Au début des années 1960, on décide de construire un nouveau château d'eau pour la rive est. Il existe déjà à cette époque des technologies qui permettent d'alimenter en eau à pression constante même sans château d'eau. Cependant, la construction d'une tour a l'avantage que même en cas de panne de courant, l'alimentation en pression d'eau constante est garantie pendant des heures.
La hauteur du réservoir d'eau doit être d'environ 76 m, à la même hauteur du réservoir de l'ancien château d'eau du côté ouest du fjord, car les deux tours alimentent le même réseau. Le point culminant du Ballastberg, au sud du quartier de Mürwik près de Fruerlund, à 47 m au-dessus du niveau de la mer, est un emplacement possible.
Après un concours d'architecture, la ville confie la construction à l'architecte hambourgeois Fritz Trautwein. Les travaux de construction sont exécutés par Philipp Holzmann AG. Les obturations d'essai sont effectuées à partir du 26 septembre 1961. En novembre 1961, le nouveau château d'eau  entre en service. Les coûts de construction sont de 970 000 DM. Ce n'est qu'en 1981 que le nouveau château d'eau remplace aussi le château d'eau de l'académie navale de Mürwik, qui jusque-là approvisionnait séparément l'école navale.
En 2010, la tour est restaurée. Les vitres, le plancher de la plateforme extérieure et la peinture sont renouvelés. Dans la partie inférieure du château d'eau, il y a maintenant une exposition sur l'histoire du château d'eau.

## Tour d'observation
Le château d'eau peut être visité de début mai à fin septembre et sert de tour d'observation. Le château d'eau est le seul château d'eau exploité dans le Schleswig-Holstein qui dispose d'une plate-forme extérieure pour les visiteurs.
Au loin, on peut voir l'académie navale de Mürwik avec son château d'eau et l'ancien château d'eau de la ville. En outre, on peut découvrir les églises Saint-Nicolas, Sainte-Marie, Saint-Georges et Notre-Dame-des-Douleurs. Une partie du fjord de Flensbourg avec la rive danoise est également visible. La zone portuaire de la ville n'est que partiellement reconnaissable. D'autres structures que l'on peut voir sont : le Museumsberg, l'hôtel de ville, la tour Zombeck, le chantier naval, la Goethe-Schule…

## Source, notes et références
- (de) Cet article est partiellement ou en totalité issu de l’article de Wikipédia en allemand intitulé « Wasserturm Flensburg-Mürwik » (voir la liste des auteurs).

1. 1 2 3  (de) Kira Oster, « Verschönerungskur für Flensburgs Blumenvase », Flensburger Tageblatt,‎ 1er juin 2010 (lire en ligne)
2. ↑  (de) Carlo Jolly, « Der Hüter des Wasserturms », Schleswig-Holsteinischer Zeitungsverlag,‎ 6 juillet 2013 (lire en ligne)